# زغبورة شوكاء
زغبورة شوكاء (الاسم العلمي:Stigmella spinosissimae) هي نوع من الحشرات تتبع جنس الزغبورة من فصيلة السليلات.